# NASS
NASS (англ. Network Attachment Sub-System — система присоединения к сети)
Является результатом труда рабочей группы TISPAN. Которая добавила два ключевых элемента в архитектуру IMS. Это NASS и RACS, которые занимаются обеспечением взаимодействия оборудования абонента с ядром IMS и выделением необходимых ресурсов.
NASS обеспечивает регистрацию на уровне доступа и, инициализацию абонентского оборудования. NASS производит выделение IP адреса и управление пространством адресов, а также учёт сессий абонента.
Функциональные элементы:
- NACF (Network Access Configuration Function) — производит выдачу IP адреса абоненту. Также NACF предоставляет оборудованию доступа абонента идентификатор сети.
- AMF (Access Management Function) — транслирует запросы абонентского оборудования о предоставлении IP адреса и аутентификации абонента элементам NACF и UAAF соответственно.
- CLF (Connectivity Session Location and Repository Function) — регистрирует связь между IP адресом, выделенным для абонента, и соответствующей информации о местоположении абонента.
- UAAF (User Access Authorization Function) — производит аутентификацию абонента для предоставления доступа к сети, основываясь на информации PDBF.
- PDBF (Profile Database Function) — база данных профилей абонентов.
- CNGCF (CNG Control Function) — используется во время инициализации и обновлении оборудования доступа абонента (CNG) для предоставления конфигурационной информации.